# Cheloninae

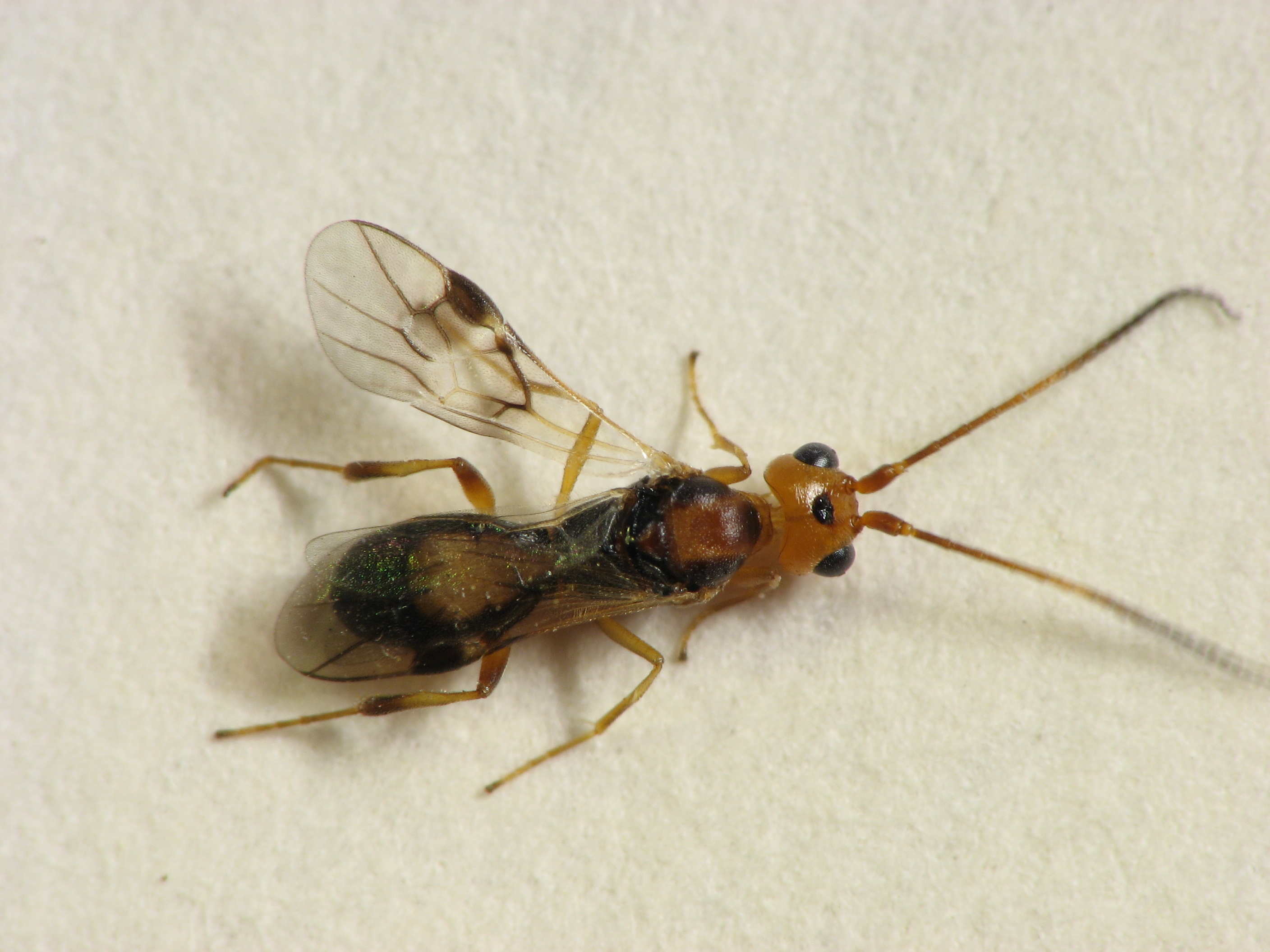
Phanerotoma sp.

Cheloninae es una subfamilia de avispillas parasitoides de la familia Braconidae. Cuenta con 14 géneros de distribución mundial.
Son parasitoides koinobiontes solitarios de las orugas de ciertos lepidópteros, especialmente Pyraloidea y Tortricoidea, pero también parasitan otros taxones cuyas larvas se alimentan de los tallos de las plantas, yemas o frutos. La hembra deposita sus huevos dentro de los huevos de los lepidópteros, pero sus larvas no se desarrollan hasta que la larva del lepidóptero sale del huevo (koinobiontes). Poseen polidnaviruses que les sirven para combatir el sistema inmune de los huéspedes y reducir sus defensas contra el parasitoide.
Algunas especies se usan como controles biológicos de plagas como Heliothis y Spodoptera.
Incluye los siguientes géneros:
- Ascogaster Wesmael, 1835
- Cascogaster
- Chelonus Panzer, 1806
- Dentigaster Zettel, 1990
- Fischeriella Zettel, 1990
- Leptochelonus Zettel, 1990
- Leptodrepana Shaw, 1990
- Microchelonus Szépligeti, 1908
- Phanerotoma Wesmael, 1838
- Phanerotomella
- Phanerotomoides Zettel, 1990
- Pseudophanerotoma Zettel, 1990
- Stychelonus
- Wushenia

Géneros anteriormente considerados en la subfamilia Adeliinae, pero ahora trasladados a Cheloninae en la tribu Adeliini:
- Adelius Haliday, 1834
- Paradelius de Saeger, 1942
- Sinadelius He and Chen, 2000
- Sculptomyriola Belokobylskij, 1988